# 小行星18413
小行星18413（18413 Adamspencer）是一颗绕太阳运转的小行星，为主小行星带小行星。该小行星于1993年6月19日发现。

## 轨道参数
小行星18413的轨道半长轴为457 238 472 km，3.0564069 UA，离心率为0.120。